# Abdias Trew

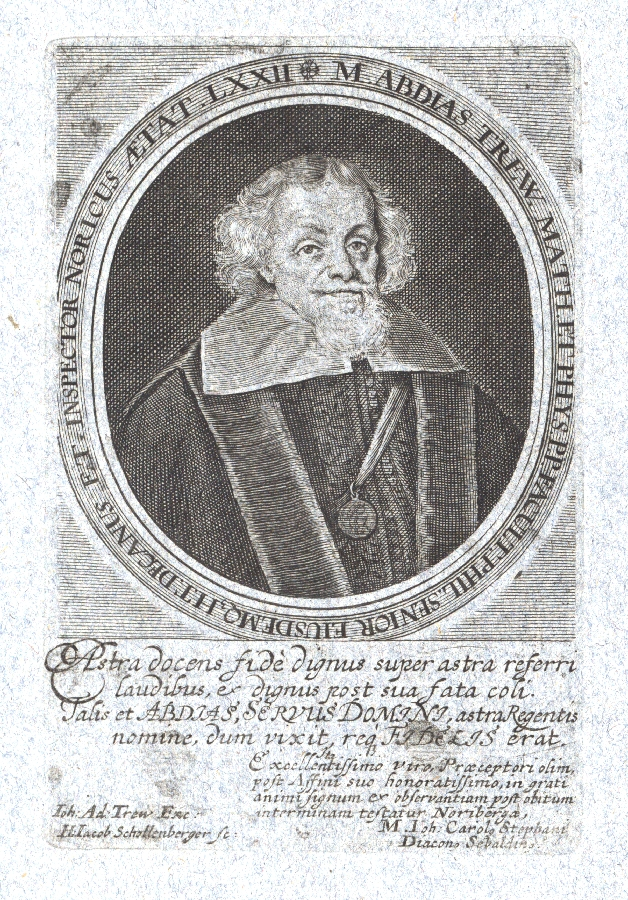
Abdias Trew

Abdias Trew (auch: Treu; * 29. Juli 1597 in Ansbach; † 12. April 1669 in Altdorf bei Nürnberg) war ein deutscher evangelischer Theologe, Mathematiker, Astronom und Astrologe.

## Leben
Geboren als Sohn des Michael Trew (1563–1620) und seiner Frau Ottilia, der Tochter des Magnus Gallus (1534–1575), zog der junge Trew mit seiner Familie nach Heilsbronn. Dort war sein Vater Rektor des Gymnasiums geworden und achtete auf die Ausbildung seiner Kinder. So besuchte Trew zunächst 1603 die Stadtschule, wechselte 1607 auf das dortige Gymnasium und bezog am 24. Oktober 1618 die Universität Wittenberg. Hier widmete er sich einem Studium an der philosophischen Fakultät. In Poetik hörte er August Buchner, Logik bei Jakob Martini und war besonders angezogen von dem Studium der Mathematik, wobei er in Erasmus Schmidt und Ambrosius Rhode ausgezeichnete Lehrer fand. Gelegentlich wohnte er auch den Vorlesungen an der theologischen Fakultät bei.
Schnell erlangte er am 20. März 1621 den akademischen Grad eines Magisters und verfolgte zunächst eine theologische Laufbahn. So war er in Heidenheim an der Brenz, dann ab 1622 bis 1624 als Vikar und Diakon in Markt Erlbach tätig und übernahm 1625 das Rektorat der Lateinschule Ansbach. Durch die Notzeiten des Dreißigjährigen Krieges bemühte er sich um einen Lehrstuhl an der Universität Altdorf. Diesen erhielt er 1636 in Form der Professur der Mathematik. 1650 erhielt er zusätzlich einen Lehrauftrag über physikalische Naturphilosophie. Mit seiner Professur war auch die Aufsicht über die Nürnberger Stipendiaten verbunden, er wurde dort 1654 in Nachfolge von Andreas Goldmayer Kalenderschreiber.
Er war mehrfach Rektor der Altdorfer Hochschule und Dekan der philosophischen Fakultät. 1657 initiierte er die Einrichtung eines Observatoriums auf dem Nordturm der Altdorfer Stadtmauer und versuchte seine frühaufklärerischen Reformideen durchzusetzen. Seine literarische Tätigkeit war umfangreich und weitverzweigt, er verfasste viele Lehrbücher und tagesaktuelle Schriften in deutscher Prosa. Er war Anhänger des Weltbildes von Tycho Brahe und vertrat eine reformierte Astrologie im Sinne Keplers.
Trew war zweimal verheiratet. Am 6. Mai 1623 heiratete er die Pfarrerstochter Barbara Weselius († 1634). Die zweite Ehe schloss er am 26. Januar mit Maria Ursula, der Tochter des Ansbacher Kämmers Sebastian Geyer. Aus seiner ersten Ehe gingen sieben Söhne und drei Töchter hervor, wovon ihn nur ein Sohn überlebte. In der zweiten Ehe war ihm das Glück ebenso wenig hold. Von den neun Söhnen und zwei Töchtern überlebten ihn nur fünf Söhne und eine Tochter. Bekannte Enkel waren der Naturforscher Christoph Jacob Trew und der Komponist Daniel Gottlieb Treu.

## Schriften (Auswahl)
- Ianitor lycaei musici, Rothenburg ob der Tauber 1635
- Manuale geometriae practicae. Geometrie Handbüchlein, Nürnberg 1636
- Geodaesia Universalis, Nürnberg 1641
- Discurs Von Grund und Verbesserung der Astrologiae, Nürnberg 1643
- Physica Aristotelica, Nürnberg 1656
- Directorium mathematicum: Kompendium der Arithmetik, Geometrie (84)[1], Astronomie (147), Geographie (221), Optik (242), Harmonik (257) und Mechanik (330). Anno 1657  (online (Latein) – Internet Archive)
- Compendium compendiorum astronomiae & astrologiae, Altdorf 1660
- Gründliche Calender Kunst, Lüneburg 1666
- Gründliche […] Astrologia u. Calenderkunst, ohne Ort 1666
- Practica Universalis in Erwehlung des Aderlassens, ohne Ort und Jahr (mathematische, physikalische, astronomische, musiktheoretische und medizinische Disputationssammlung)